# Hernán Brantes Glavic
Hernán Brantes Glavić (13 de diciembre de 1952). Diplomático de carrera graduado en la Academia Diplomática de Chile (1978).  Ha sido Cónsul General en Ciudad del Cabo (1994, Sudáfrica), Cónsul General en Hong Kong (1997, R.P, China), Cónsul General en Milán (2000, Italia), Cónsul General en Buenos Aires (2008, Argentina), Embajador en Corea del Sur (2010) y Embajador en Kenia (2017), entre otros cargos.  Se acogió a retiro en marzo de 2019 después de 42 años de servicios.

## Biografía
Finalizó sus estudios secundarios en el Instituto Nacional de Chile. Idiomas inglés e italiano. Estudió Construcción Civil en la Universidad de Santiago (1973-1976). Diplomático de carrera graduado en la Academia Diplomática de Chile (1978). Ha sido promovido sucesivamente a través de los respectivos grados diplomáticos hasta llegar a la grado de embajador y se ha desempeñado en distintas áreas de gestión, tanto en temas políticos, consulares, económicos y administrativos del Ministerio de Relaciones Exteriores de Chile. En el Ministerio de Relaciones Exteriores de Chile se desempeñó en el cargo de Subdirector de Recursos Humanos (1999) y su último cargo en Santiago fue el de Director de Servicios Consulares (2005 y 2008). Ha sido comisionado en diversos proyectos en más de 20 países. Ha prestado servicios como Tercer Secretario y Cónsul en Montevideo (1979, Uruguay); Representante Alterno de Chile ante la Asociación Latinoamericana de Integración ALADI (1983, Uruguay); Cónsul en Montreal (1986, Canadá); Segundo Secretario y representante Alterno ante el Consejo de la Organización de Aviación Civil Internacional OACI, Miembro del Comité de Transporte Aéreo y del Comité de Interferencia Ilícita (1989, Canadá); y Primer Secretario de la Embajada de Chile en Canadá, a cargo de los temas económicos e inversiones (Ottawa, 1990). Con el grado de Consejero del Servicio Exterior, se desempeñó como Cónsul General en Ciudad del Cabo (1994, Sudáfrica); Cónsul General en Hong Kong (1997, R.P, China) y Cónsul General Concurrente en Macao. Más tarde, como Ministro Consejero, fue Cónsul General en Milán (2000, Italia); Cónsul General en Córdoba (2003, Argentina) y Cónsul General en Buenos Aires (2008, Argentina). En agosto de 2010 asumió el cargo de Embajador de Chile ante la República de Corea y desde mayo de 2011 como Embajador Concurrente en Mongolia, permaneciendo en ambos cargos hasta noviembre de 2015.  Desde enero de 2016 se desempeñó como Director de Asuntos Parlamentarios de la Cancillería. Fue designado en 2017 por la presidenta Michelle Bachelet como embajador en Kenia.  En marzo de 2019, se acogió a retiro después de 42 años de servicios.
Actualmente está casado con la Sra. Rosanna Bellolio Pasini y tiene 4 hijos.